# Marc Márquez
Marc Márquez Alentà (ur. 17 lutego 1993 w Cervera, Lleida) – hiszpański motocyklista. Ściga się w wyścigach motocyklowych i jest sześciokrotnym mistrzem klasy MotoGP. W 2013 roku, w swoim debiutanckim sezonie w MotoGP, zdobył pierwszy (ogółem trzeci) tytuł mistrza świata, będąc pierwszym zawodnikiem, który tego dokonał, dodatkowo zostając także najmłodszym zdobywcą tego tytułu (miał 20 lat i 266 dni, a ówczesny rekord należał do Freddiego Spencera - 21 lat i 258 dni). Jest jednym z czterech zawodników, który zdobył tytuł mistrza w trzech różnych kategoriach (MotoGP, Moto2 i w klasie 125 cm3) po Mike'u Hailwoodzie, Philu Readzie i Valentinie Rossim.
Marquez zdobył tytuł mistrza w 2010 roku w klasie 125 cm3, w roku 2012 w Moto2, w 2013, 2014, 2016, 2017, 2018 i 2019 roku w klasie królewskiej.

## Kariera

### 125 cm³

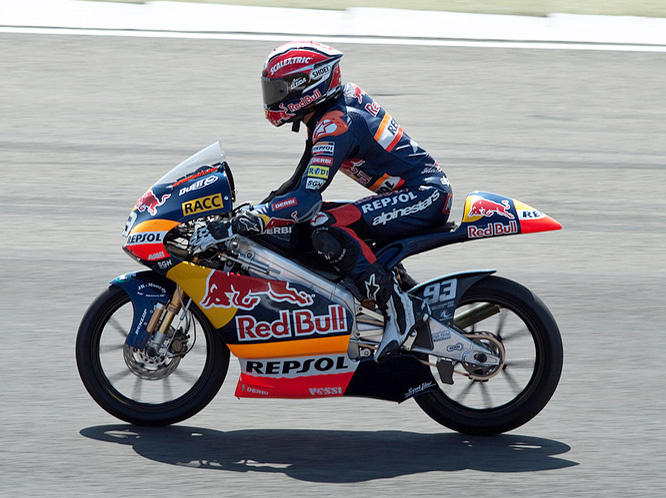
Marc Marquez TT Assen 2010

Marc w Motocyklowych Mistrzostwach Świata zadebiutował podczas Grand Prix Portugalii, w roku 2008. Miał zaledwie 15 lat i 56 dni. Dosiadał wówczas motocykl KTM. Pierwsze punkty zdobył podczas kolejnej rundy na chińskim obiekcie w Szanghaju. Zajął wtedy 12. pozycję. W GP Wielkiej Brytanii po raz pierwszy w karierze stanął na podium, zajmując 3. miejsce. Punktując w 7 z 17 eliminacji (w czterech nie startował), ostatecznie zmagania zakończył na 13. pozycji.
W kolejnym sezonie wziął udział we wszystkich wyścigach, ponownie na maszynie austriackiej marki. Po raz drugi w karierze stanął na najniższym stopniu podium, tym razem podczas rodzimej rundy o GP Hiszpanii. Po raz pierwszy sięgnął również po pole position (GP Francji). Punktował łącznie w 10 rundach. Uzyskane punkty pozwoliły mu ostatecznie zająć 8. lokatę w końcowej klasyfikacji.
Po wycofaniu się KTM-u z serii, w sezonie 2010 młody Hiszpan dosiadł hiszpańskiej maszyny Derbi w zespole Akiego Ajo. Sezon okazał się dominujący w wykonaniu Marca. Wygrał 10 z 17 wyścigów, a także zdobył 12 pierwszych pól startowych.

### Moto2
Po zdobyciu mistrzostwa świata w klasie 125 cm³, Marc Marquez przeniósł się do Moto2 i w sezonie 2011 dosiadał maszyny FTR w zespole Monlau Competicion. Po trzech nieudanych weekendach, Marquez otworzył swoje konto punktowe zwycięstwem w GP Francji. W kolejnych jedenastu wyścigach Marquez dziesięciokrotnie stawał na podium, z czego aż sześciokrotnie na najwyższym podium (nie ukończył GP Wielkiej Brytanii, podczas którego po raz pierwszy sięgnął po pole position). Rewelacyjne wyniki sprawiły, iż Hiszpan dogonił liderującego w klasyfikacji Niemca Stefana Bradla, by potem objąć prowadzenie w mistrzostwach. Poważna kontuzja barku, którą odniósł podczas treningów przed GP Malezji, wykluczyła go jednak z walki zarówno na Sepang, jak i w Walencji, w efekcie czego stracił szansę na tytuł mistrzowski w pierwszym sezonie startów.
Sezon 2012 stał pod znakiem zapytania po tym, jak u Marqueza pojawiły się problemy ze wzrokiem (będące powikłaniami po wypadku). Konieczna była skomplikowana operacja, która na szczęście zakończyła się sukcesem. Marc opuścił jednak przedsezonowe testy, co zdecydowanie utrudniło we właściwym przeprowadzeniu okresu przygotowawczego. Podczas GP Kataru spisał się jednak znakomicie, ocierając się o pierwszą lokatę w kwalifikacjach, natomiast w wyścigu wygrywając pojedynek z Włochem Andreą Iannone. Po pasjonującej walce ze swoim rodakiem Polem Espargaro, Marquez zdobył tytuł mistrza świata klasy Moto2 (324 punktów, 9 zwycięstw, 13 razy na podium), #93 nie pozostawił swoim rywalom złudzeń, kto był najlepszy, a jego wyścigi w Japonii i Walencji, gdzie musiał przebijać się przez całą stawkę, żeby ostatecznie wygrać, były ozdobą całych mistrzostw.

### MotoGP
Marquez testował Hondę RC213V po ostatnim wyścigu sezonu w Walencji. Od razu zebrał świetne noty tracąc jedynie sekundę do swojego partnera zespołowego, Daniego Pedrosy, który był wtedy najszybszy. Potwierdził swoje aspiracje podczas kolejnego testu w Malezji na torze Sepang, gdzie przed dwa pierwsze dni ustępował tylko Pedrosie i Lorenzo, wyprzedzając m.in. 9-krotnego mistrza świata Valentino Rossiego, ostatniego dnia jednak zamienił się pozycjami z Włochem, kończąc na 4 pozycji, potem świetnie wypadły także testy na nowym torze w Teksasie.
Sezon 2013 Hiszpan rozpoczął znakomicie, bo już w pierwszym wyścigu na torze Losail zajął 3. miejsce, pod koniec wyścigu toczył zacięty pojedynek z Valentino Rossim, którego uważa za swojego idola, wykręcił też najszybsze okrążenie wyścigu. Podczas drugiej rundy na nowym obiekcie Circuit of the Americas, Marc Marquez odniósł swoje pierwsze zwycięstwo w królewskiej klasie, co sprawiło, że został najmłodszym triumfatorem wyścigu w historii cyklu (20 lat, 2 miesiące i 5 dni), pobił tym samym 30 letni rekord należący do Freddiego Spencera. Trzecie zawody to z kolei Hiszpania i tor Jerez, tutaj Marquez stanął na drugim stopniu podium przegrywając jedynie z Danim Pedrosą. Duże kontrowersje wzbudził manewr #93, który do ostatniego zakrętu toczył zaciekłą bitwę z Jorge Lorenzo, starszy z Hiszpanów po zakończeniu wyścigu nie chciał podać ręki Marquezowi naciskając też wielokrotnie dyrekcję wyścigową, aby przyznała punkty karne za to zdarzenie, potem jednak zawodnicy wyjaśnili sobie wszelkie nieporozumienia.
Runda 4 odbyła się na torze w Le Mans, Marc po raz drugi w karierze (wcześniej Teksas) wywalczył pole position, podczas wyścigu padał deszcz, co było dosyć nowym doświadczeniem dla młodego Hiszpana, który na maszynie MotoGP nie miał przejechanych wcześniej wielu kilometrów w takich warunkach. Po złym starcie i sporej stracie czasowej Marquez zaczął się odbudowywać, wyprzedzał kolejnych rywali, żeby na 2 okrążenia przed końcem dogonić Andreę Dovizioso i go wyprzedzić, podtrzymał tym samym dobrą passę kończąc wszystkie wyścigi od początku sezonu na podium, co pozwoliło mu wyrównać rekord Maxa Biaggiego z 1998.
Podczas treningów na torze w Mugello miał najszybszy wypadek w historii MotoGP. W czasie wyścigu rozbił się ponownie i nie ukończył zawodów.
W Indianapolis został najmłodszym kierowcą, który zanotował najszybsze czasy podczas wszystkich sesji weekendu. Zwyciężając na torze w Brnie został pierwszym debiutantem w MotoGP, który wygrał pięć wyścigów w jednym sezonie (bijąc rekord Robertsa), a także najmłodszym zawodnikiem który wygrał cztery wyścigi w najwyższej klasie z rzędu (wcześniej zostając najmłodszym zawodnikiem, który wygrał dwa i trzy razy z rzędu). Wyrównał również osiągnięcie Valentino Rossiego stając po raz dziesiąty na podium w swoim debiutanckim sezonie w MotoGP.
Przybywając do Walencji, gdzie miał się rozegrać ostatni wyścig sezonu, Marquez miał 13 punktów przewagi nad drugim Jorge Lorenzo, wcześniej, podczas Grand Prix Australii, on i jego zespół popełnili błąd, który doprowadził do dyskwalifikacji Marqueza, to zniwelowało przewagę młodego Hiszpana nad jego starszym rodakiem, dodatkowo Lorenzo, wbrew wszelkim oczekiwaniom, udało się wygrać zawody w Japonii, gdzie z góry skazywano go na porażkę. Te wydarzenia sprawiły, że niedzielne zawody w Walencji należały do bardzo emocjonujących, Jorge Lorenzo, próbując zdekoncentrować #93 spowalniał całą stawkę mając nadzieję na wsparcie m.in. ze strony Valentino Rossiego i reszty stawki, oczekiwał też jakiegokolwiek błędu młodego debiutanta.
Te wszystkie sztuczki nie zadziałały, a Marquez spokojnie dojechał z trzecią lokatą do mety (tuż za Danim Pedrosą), tym samym został najmłodszym w historii zwycięzcą królewskiej klasy.
Inne rekordy, jakie pobił Marquez: 16 razy w ciągu sezonu stawał na podium, wyczyn, który nie udał się do tej pory żadnemu debiutantowi, 9 razy w ciągu sezonu zdobywał pole position, nikt wcześniej z debiutujących tego nie dokonał, zebrał łącznie 334 punkty, co także jest nowym rekordem, w  Aragonii wygrał po raz szósty w sezonie, bijąc poprzednie osiągnięcia, zdobywając pole position w Teksasie pobił rekord Freddiego Spencera. W 2014 roku powtórzył swój wyczyn, przy czym wygrał 10 pierwszych wyścigów z rzędu, a swojego tytułu był już pewny po wyścigu w Japonii.
Sezonu 2015 nie zaczął tak dobrze jak w sezonie poprzednim, ponieważ zajął piąte miejsce w GP Kataru, lecz w następnej rundzie mistrzostw – GP Ameryk zdobył pole position w niecodziennych okolicznościach, a podczas wyścigu nie miał sobie równych. W trzecim wyścigu sezonu w Argentynie walczył o zwycięstwo z Rossim, jednak po wypadnięciu z toru nie ukończył zawodów. Hiszpan zrewanżował się w kolejnym wyścigu w Hiszpanii, w którym nie pozbawił Włocha awansu na dalsze pozycje, ale później we Włoszech i Katalonii nie zdołał dojechać do mety. Od GP Holandii notował dużo lepsze rezultaty, ale także nie ustrzegł się błędów, m.in. w GP Malezji (starcie z Rossim), przez co zajął trzecie miejsce w końcowej klasyfikacji.
Od sezonu 2024 Marc będzie dosiadał motocykl Ducati Desmosedici w barwach Teamu Gresini Racing MotoGP (Ducati) 

## Statystyki

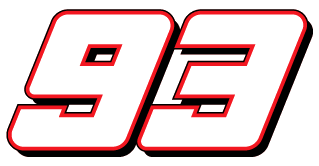
Numer 93 z którym Marc Marquez jeździ w MMŚ od 2008 roku.

### Sezony
| Sezon                         | Klasa                         | Motocykl                      | Team                          | Numer | Wyścigi | Zwycięstwa | Podium | PP | FL | Pkt  | Poz. koń.       |
| ----------------------------- | ----------------------------- | ----------------------------- | ----------------------------- | ----- | ------- | ---------- | ------ | -- | -- | ---- | --------------- |
| 2008                          | 125 cm³                       | KTM                           | Repsol KTM 125 cm³            | 93    | 13      | 0          | 1      | 0  | 0  | 63   | 13              |
| 2009                          | 125 cm³                       | KTM                           | Red Bull KTM Motosport        | 93    | 16      | 0          | 1      | 2  | 1  | 94   | 8               |
| 2010                          | 125 cm³                       | Derbi                         | Red Bull Ajo Motorsport       | 93    | 17      | 10         | 12     | 12 | 8  | 310  | 1               |
| Razem 125 cm³                 | Razem 125 cm³                 | Razem 125 cm³                 | Razem 125 cm³                 | 93    | 46      | 10         | 14     | 14 | 9  | 467  | 1,8,13          |
| 2011                          | Moto2                         | Suter                         | Team Catalunya Caixa Repsol   | 93    | 15      | 7          | 11     | 7  | 2  | 251  | 2               |
| 2012                          | Moto2                         | Suter                         | Team Catalunya Caixa Repsol   | 93    | 17      | 9          | 14     | 7  | 5  | 328  | 1               |
| Razem Moto2                   | Razem Moto2                   | Razem Moto2                   | Razem Moto2                   | 93    | 32      | 16         | 25     | 14 | 7  | 579  | 1,2             |
| 2013                          | MotoGP                        | Honda                         | Repsol Honda Team             | 93    | 18      | 6          | 16     | 9  | 11 | 334  | 1               |
| 2014                          | MotoGP                        | Honda                         | Repsol Honda Team             | 93    | 18      | 13         | 14     | 13 | 12 | 362  | 1               |
| 2015                          | MotoGP                        | Honda                         | Repsol Honda Team             | 93    | 18      | 5          | 9      | 8  | 7  | 242  | 3               |
| 2016                          | MotoGP                        | Honda                         | Repsol Honda Team             | 93    | 18      | 5          | 12     | 7  | 4  | 298  | 1               |
| 2017                          | MotoGP                        | Honda                         | Repsol Honda Team             | 93    | 18      | 6          | 12     | 8  | 3  | 298  | 1               |
| 2018                          | MotoGP                        | Honda                         | Repsol Honda Team             | 93    | 18      | 9          | 14     | 7  | 7  | 321  | 1               |
| 2019                          | MotoGP                        | Honda                         | Repsol Honda Team             | 93    | 19      | 12         | 18     | 10 | 12 | 420  | 1               |
| 2020                          | MotoGP                        | Honda                         | Repsol Honda Team             | 93    | 1       | 0          | 0      | 0  | 1  | 0    | NC              |
| 2021                          | MotoGP                        | Honda                         | Repsol Honda Team             | 93    | 14      | 3          | 4      | 0  | 2  | 142  | 7               |
| 2022                          | MotoGP                        | Honda                         | Repsol Honda Team             | 93    | 12      | 0          | 1      | 1  | 0  | 113  | 13              |
| 2023                          | MotoGP                        | Honda                         | Repsol Honda Team             | 93    | 15      | 0          | 1      | 1  | 0  | 96   | 14              |
| 2024                          | MotoGP                        | Ducati                        | Gresini Racing MotoGP         | 93    | 20      | 3          | 10     | 2  | 4  | 392  | 3               |
| Razem MotoGP                  | Razem MotoGP                  | Razem MotoGP                  | Razem MotoGP                  | 93    | 173     | 59         | 103    | 65 | 59 | 2686 | 6*1,3           |
| Razem 125 cm³, Moto2 i MotoGP | Razem 125 cm³, Moto2 i MotoGP | Razem 125 cm³, Moto2 i MotoGP | Razem 125 cm³, Moto2 i MotoGP | 93    | 251     | 85         | 142    | 93 | 75 | 3732 | 8*1,2,3,8,13,14 |
| Sezon                         | Klasa                         | Motocykl                      | Team                          | Numer | Wyścigi | Zwycięstwa | Podium | PP | FL | Pkt  | Poz. koń.       |

### Klasy wyścigowe
| Klasa  | Sezon     | Pierwsze GP     | Pierwsze podium      | Pierwsza wygrana | Wyścigi | Wygrane | Podia | PP | NO | Pkt. | WCh. |
| ------ | --------- | --------------- | -------------------- | ---------------- | ------- | ------- | ----- | -- | -- | ---- | ---- |
| 125 cc | 2008–2010 | Portugalia 2008 | Wielka Brytania 2008 | Włochy 2010      | 46      | 10      | 15    | 14 | 9  | 467  | 1    |
| Moto2  | 2011–2012 | Katar 2011      | Francja 2011         | Francja 2011     | 32      | 16      | 25    | 14 | 7  | 579  | 1    |
| MotoGP | 2013–     | Katar 2013      | Katar 2013           | Ameryka 2013     | 172     | 59      | 103   | 65 | 59 | 2686 | 6    |
| Razem  | 2008–     |                 |                      |                  | 239     | 85      | 143   | 94 | 75 | 3732 | 8    |

WCh. - world champion(mistrz klasy w MotoGP, Moto2, 125cc)

### Starty
| Rok  | Klasa   | Motocykl | 1       | 2       | 3       | 4        | 5       | 6       | 7      | 8       | 9       | 10     | 11      | 12      | 13      | 14      | 15      | 16      | 17     | 18      | 19      | 20      | 21  | 22  | Poz.               | Pkt  | Tytuł mistrzowski                     |
| ---- | ------- | -------- | ------- | ------- | ------- | -------- | ------- | ------- | ------ | ------- | ------- | ------ | ------- | ------- | ------- | ------- | ------- | ------- | ------ | ------- | ------- | ------- | --- | --- | ------------------ | ---- | ------------------------------------- |
| 2008 | 125 cm³ | KTM      | QAT     | SPA NS  | POR 18  | CHN 12   | FRA Ret | ITA 19  | CAT 10 | GBR 3   | NED Ret | GER 10 | CZE Ret | RSM 4   | IND 6   | JPN Ret | AUS 9   | MAL     | VAL    |         |         |         |     |     | 13                 | 63   |                                       |
| 2009 | 125 cm³ | KTM      | QAT Ret | JPN 5   | SPA 3   | FRA Ret  | ITA 5   | CAT 5   | NED 10 | GER 16  | GBR 15  | CZE 8  | IND 6   | RSM 4   | POR Ret | AUS 9   | MAL Ret | VAL 17  |        |         |         |         |     |     | 8                  | 94   |                                       |
| 2010 | 125 cm³ | Derbi    | QAT 3   | SPA Ret | FRA 3   | ITA 1    | GBR 1   | NED 1   | CAT 1  | GER 1   | CZE 7   | IND 10 | RSM 1   | ARA Ret | JPN 1   | MAL 1   | AUS 1   | POR 1   | VAL 4  |         |         |         |     |     | 1                  | 310  | Motocyklowe Grand Prix Walencji 2010  |
| 2011 | Moto2   | Suter    | QAT DNS | SPA DNS | POR DNS | FRA 1    | CAT 2   | GBR DNS | NED 1  | ITA 1   | GER 1   | CZE 2  | USA 1   | RSM 1   | ARA 1   | JPN 2   | AUS 3   | MAL DNS | VAL WD |         |         |         |     |     | 2                  | 251  |                                       |
| 2012 | Moto2   | Suter    | QAT 1   | SPA 1   | POR 1   | FRA DNS  | CAT 3   | GBR 3   | NED 1  | GER 1   | ITA DNS | USA 1  | CZE 1   | RSM 1   | SPA 2   | JPN 1   | MAL DNS | AUS 2   | VAL 1  |         |         |         |     |     | 1                  | 324  | Motocyklowe Grand Prix Australii 2012 |
| 2013 | MotoGP  | Honda    | QAT 3   | AME 1   | SPA 2   | FRA 3    | ITA NU  | CAT 3   | NED 2  | GER 1   | USA 1   | IND 1  | CZE 1   | GBR 2   | RSM 2   | ARA 1   | MAL 2   | AUS DSQ | JPN 2  | VAL 3   |         |         |     |     | 1                  | 334  | Motocyklowe Grand Prix Walencji 2013  |
| 2014 | MotoGP  | Honda    | QAT 1   | AME 1   | ARG 1   | SPA 1    | FRA 1   | ITA 1   | CAT 1  | NED 1   | GER 1   | IND 1  | CZE 4   | GBR 1   | RSM 15  | ARA 13  | JPN 2   | AUS NU  | MAL 1  | VAL 1   |         |         |     |     | 1                  | 362  | Motocyklowe Grand Prix Japonii 2014   |
| 2015 | MotoGP  | Honda    | QAT 5   | AME 1   | ARG NU  | SPA 2    | FRA 4   | ITA NU  | CAT NU | NED 2   | GER 1   | IND 1  | CZE 2   | GBR NU  | RSM 1   | ARA NU  | JPN 4   | AUS 1   | MAL NU | VAL 2   |         |         |     |     | 3                  | 242  |                                       |
| 2016 | MotoGP  | Honda    | QAT 3   | ARG 1   | AME 1   | ESP 3    | FRA 13  | ITA 2   | CAT 2  | NED 2   | GER 1   | AUT 5  | CZE 3   | GBR 4   | SMR 4   | ARA 1   | JPN 1   | AUS NU  | MAL 11 | VAL 2   |         |         |     |     | 1                  | 298  | Motocyklowe Grand Prix Japonii 2016   |
| 2017 | MotoGP  | Honda    | QAT 4   | ARG NU  | AME 1   | ESP 2    | FRA NU  | ITA 6   | CAT 2  | NED 3   | GER 1   | AUT 2  | CZE 1   | GBR NU  | SMR 1   | ARA 1   | JPN 2   | AUS 1   | MAL 4  | VAL 3   |         |         |     |     | 1                  | 298  | Motocyklowe Grand Prix Walencji 2017  |
| 2018 | MotoGP  | Honda    | QAT 2   | ARG 18  | AME 1   | ESP 1    | FRA 1   | ITA 16  | CAT 2  | NED 1   | GER 1   | AUT 2  | CZE 3   | GBR C   | SMR 2   | ARA 1   | THA 1   | JPN 1   | AUS NU | MAL 1   | VAL NU  |         |     |     | 1                  | 321  | Motocyklowe Grand Prix Japonii 2018   |
| 2019 | MotoGP  | Honda    | QAT 2   | ARG 1   | AME NU  | ESP 1    | FRA 1   | ITA 2   | CAT 1  | NED 2   | GER 1   | CZE 1  | AUT 2   | GBR 2   | SMR 1   | ARA 1   | THA 1   | JPN 1   | AUS 1  | MAL 2   | VAL 1   |         |     |     | 1                  | 420  | Motocyklowe Grand Prix Tajlandii 2019 |
| 2020 | MotoGP  | Honda    | SPA NU  | ANC NS  | CZE     | AUS      | STY     | RSM     | ITA    | CAT     | FRA     | ARA    | TER     | EUR     | VAL     | ARA     |         |         |        |         |         |         |     |     | Nie sklasyfikowany | 0    |                                       |
| 2021 | MotoGP  | Honda    | QAT     | DOH     | POR 7   | SPA 9    | FRA NU  | ITA NU  | CAT NU | GER 1   | NED 7   | STY 8  | AUT 15  | GBR NU  | ARA 2   | RSM 4   | AME 1   | EMI 1   | ALG    | VAL     |         |         |     |     | 7                  | 142  |                                       |
| 2022 | MotoGP  | Honda    | QAT 5   | INA NS  | ARG     | AME 6    | POR 6   | SPA 4   | FRA 6  | ITA 10  | CAT     | GER    | NED     | GBR     | AUT     | RSM     | ARA NU  | JPN 4   | THA 5  | AUS 2   | MAL 7   | VAL NU  |     |     | 13                 | 113  |                                       |
| 2023 | MotoGP  | Honda    | POR NU  | ARG     | AME     | SPA      | FRA NU  | ITA NU  | GER NS | NED NS  | GBR NU  | AUT 12 | CAT 13  | RSM 7   | IND 93  | JPN 37  | INA NU  | AUS 15  | THA 64 | MAL 13  | QAT 11  | VAL NU3 |     |     | 14                 | 96   |                                       |
| 2024 | MotoGP  | Ducati   | QAT 45  | POR 162 | AME NU2 | SPA 2P 6 | FRA 2   | CAT 32  | ITA 42 | NED 10- | GER 26  | GBR 4  | AUT 4   | ARA 1   | RSM 15  | IND 34  | INA NU3 | JPN 3   | AUS 12 | THA 114 | MAL 122 | VAL 27  |     |     | 3                  | 392  |                                       |
| 2025 | MotoGP  | Ducati   | THA 1   | ARG 1   | AME NU1 | QAT 1    | SPA 121 | FRA 21  | GBR 32 | ARA 1   | ITA 1   | NED 1  | GER 1   | CZE 1   | AUT 1   | HUN     | CAT     | RSM     | JPN    | INA     | AUS     | MAL     | POR | VAL | 1*                 | 418* |                                       |
| Rok  | Klasa   | Motocykl | 1       | 2       | 3       | 4        | 5       | 6       | 7      | 8       | 9       | 10     | 11      | 12      | 13      | 14      | 15      | 16      | 17     | 18      | 19      | 20      | 21  | 22  | Poz.               | Pkt  | Tytuł mistrzowski                     |